# Literatura popular turca

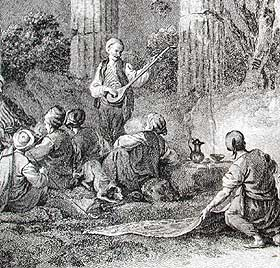
Un aşik actuando en Anatolia, representado en un grabado occidental del siglo XVIII

La literatura popular turca es una tradición oral profundamente arraigada, en su forma, en las tradiciones nómadas de Asia Central. Sin embargo, en sus temas, la literatura popular turca refleja los problemas peculiares de las personas que se asientan y que han abandonado el estilo de vida nómada. Un ejemplo de esto es la serie de folclore que rodean la figura de Keloğlan , un joven acosado por las dificultades de encontrar esposa, ayudar a su madre a mantener intacta la casa familiar y enfrentar los problemas causados por sus vecinos. Otro ejemplo es la figura más bien misteriosa de Nasreddin, una personaje embaucador que a menudo hace bromas y trucos, de algún tipo, a sus vecinos.
Nasreddin también refleja otro cambio significativo que se produjo entre los días en que el pueblo turco era nómada y los días en que se habían establecido en gran parte en Anatolia; ya que Nasreddin es un imán musulmán. El pueblo turco se había convertido en un pueblo islámico en alrededor del siglo IX o X , y la religión de ahora en adelante ejerció una enorme influencia en su sociedad y su literatura; particularmente en las variedades Sufi y Shi'a del Islam orientadas fuertemente al místicamente. La influencia sufí, por ejemplo, se puede ver claramente no únicamente en los cuentos sobre Nasreddin sino también en los trabajos de Yunus Emre, una figura importante en la literatura turca y poeta que vivió a fines del siglo XIII y comienzos del siglo XIV, probablemente en el estado de los karamánidas del Belycato de Anatolia en el centro-sur de Anatolia. La influencia Shi'a, por otro lado, se puede ver ampliamente en la tradición de los aşik, u ozan, que son los más o menos similares a los juglares europeos medievales y que tradicionalmente han tenido una fuerte conexión con los alevís, que se puede ver como una especie de variedad turca propia del chiismo. 
Sin embargo, en la cultura turca, una división tan clara entre Sufi y Shi'a es apenas posible: por ejemplo, algunos consideran que Yunus Emre fue un Aleví, mientras que toda la tradición turca de aşik / ozan está impregnada de la idea del Bektashi. La tariqa del sufismo, que a su vez es una mezcla de conceptos chiitas y sufíes. La palabra aşik (literalmente, "amante") es, de hecho, el término usado para los miembros de primer nivel de la orden Bektashi.
Debido a que la tradición de la literatura popular turca se extiende en una línea más o menos ininterrumpida desde aproximadamente el siglo X o XI hasta la actualidad ,hay que considerar la tradición desde la perspectiva del género. Hay tres géneros básicos en la tradición: épico; poesía popular; y folklore.

## Tradición épica
La tradición épica turca comienza correctamente con el Libro de Dede Korkut, que se encuentra en un lenguaje reconocible similar al turco moderno y que se desarrolló a partir de las tradiciones orales de los turcos Oghuz, esa rama de los pueblos turcos que emigraron hacia Asia occidental y Europa oriental a través Transoxiana que comienza en el siglo IX. El Libro de Dede Korkut continuó sobreviviendo en la tradición oral después de que los turcos Oghuz, en general, se hubieran establecido en Anatolia. 
Este libro fue el elemento principal de la tradición épica turca en Anatolia durante varios siglos. Otra épica que circulaba al mismo tiempo, era la llamada Épica de Köroğlu, que se refiere a las aventuras de Rüşen Ali ("Köroğlu", o "hijo del ciego") para vengarse por el cegamiento de su padre. Los orígenes de esta epopeya son algo más misteriosos que los del Libro de Dede Korkut : muchos creen que surgió en Anatolia en algún momento entre los siglos XV y XVII; un testimonio más confiable, [2] parece indicar que la historia es casi tan antigua como la del Libro de Dede Korkut, que data de alrededor de los albores del siglo XI. Algo complicado es el hecho de que Köroğlu es también el nombre de un poeta de la tradición aşık / ozan. Además, muchas de las obras del novelista del siglo XX Yaşar Kemal (1923-2015), como su larga obra de 1955 İnce Memed, se puede considerar prosa épica moderna.

## Poesía popular
La tradición de la poesía popular en la literatura turca, estaba fuertemente influenciada por las tradiciones islámicas sufí y chiita. Además, como se evidencia en parte por la prevalencia de la tradición aşık / ozan, que todavía está viva hoy en día, el elemento dominante en la poesía popular turca siempre ha sido la canción.
Existen, en términos generales, dos tradiciones de la poesía popular turca:
- la tradición aşık / ozan , que, aunque muy influenciada por la religión, era en su mayor parte una tradición secular;
- la tradición explícitamente religiosa, que surgió de los lugares de reunión khanqah de las órdenes religiosas sufíes y los grupos chiitas.

Los aşik eran esencialmente juglares que viajaban por Anatolia presentando sus canciones con la bağlama, un instrumento parecido a la mandolina cuyas cuerdas emparejadas se consideran que tienen un significado religioso simbólico en la cultura Aleví / Bektashi. A pesar del declive de la tradición aşık / ozan en el siglo XIX, experimentó un renacimiento significativo en el siglo XX gracias a figuras tan destacadas como Aşık Veysel (1894-1973), Aşık Mahzuni Şerif (1938-2002), Neşet Ertaş ( 1938-2012) entre otros.

## Folclore

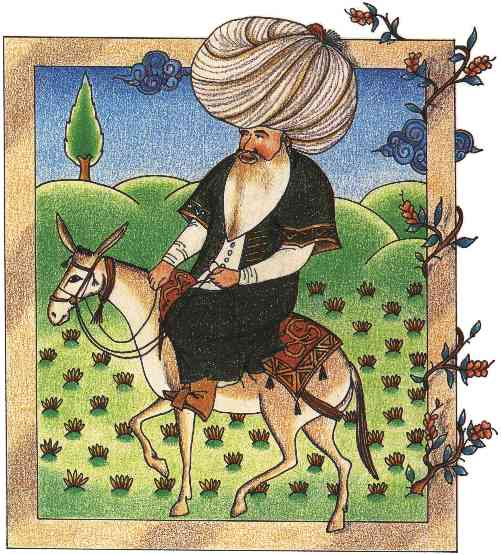
Nasreddin.

La tradición del folclore-cuentos populares, chistes, leyendas y cosas similares en el idioma turco es muy rica. Tal vez la figura más popular en la tradición es Nasreddin, que es el personaje central de miles de bromas. Por lo general, aparece como una persona que, aunque parece algo estúpida para aquellos que deben tratar con él, en realidad demuestra tener una sabiduría especial propia:

Un día, el vecino de Nasreddin le preguntó: "Maestro, ¿tiene algún vinagre de cuarenta años?" - "Sí, lo tengo", respondió Nasreddin. "¿Puedo tomar un poco?" preguntó el vecino. "Necesito que alguien haga una pomada con él." - "No, no puedes", respondió Nasreddin. "Si le diera mi vinagre de cuarenta años a quien quisiera algo, no lo habría tenido durante cuarenta años, ¿verdad?"

Otro elemento popular del folclore turco es el teatro de sombras centrado en torno a los dos personajes de Karagöz y Hacivat , que representan a personajes comunes : Karagöz, que proviene de un pequeño pueblo, es una especie de campesino, mientras que Hacivat es de una ciudad más sofisticada. La leyenda popular dice que los dos personajes están basados en dos personas reales que trabajaron para Osmán I, el fundador de la dinastía otomana, en la construcción de su palacio en Bursa, a principios del siglo XIV. Los dos trabajadores supuestamente pasaron gran parte de su tiempo entreteniendo a los otros trabajadores, y fueron tan divertidos y populares que interfirieron con el trabajo en el palacio, y posteriormente fueron ejecutados.

## Autores
| Yunus Emre         |
| Hacı Bektaş-ı Veli |
| Köroğlu            |
| Pir Sultan Abdal   |
| Karacaoğlan        |
| Dadaloğlu          |
| Gevheri            |
| Seyrani            |
| Erzurumlu Emrah    |
| Aşık Veysel        |